# Nikki Sixx
Nikki Sixx, geboren als Frank Carlton Serafino Feranna Jr. (San José (Californië), 11 december 1958) is een Amerikaans bassist en songwriter. Op 22-jarige leeftijd heeft hij officieel zijn naam laten wijzigen in Nikki Sixx, omdat hij niets meer met zijn vader te maken wilde hebben. Sixx was in de jaren 80-'90 de bassist en songwriter van de glam metal groep Mötley Crüe.
Sixx is het meest beruchte lid van Mötley Crüe en tevens een van de meest populaire rocksterren uit de jaren 80. Zijn decadente levensstijl en overmatig gebruik van drugs zijn hem in 1987 bijna fataal geworden. Sixx werd doodverklaard na een overdosis heroïne, maar artsen hebben hem toch kunnen reanimeren door hem twee injecties met adrenaline rechtstreeks in zijn hart te spuiten. Sixx zelf vond dit een ludieke toestand en sprak achteraf de volgende boodschap in op zijn antwoordapparaat: "Hoi, met Nikki, ik ben niet thuis want ik ben dood..." Het nummer Kickstart my heart is geïnspireerd door zijn bijna-doodervaring. Sixx heeft later een boek geschreven over zijn drugsverslaving onder de titel The Heroin Diaries. In 2001 kwam zijn boek The Dirt uit dat hij samen met Tommy Lee, Vince Neil en Mick Mars heeft geschreven. Het gaat over hun Rock 'N' Roll Lifestyle
Sixx is getrouwd geweest met model Brandi Brandt en met actrice/fotomodel Donna D'Errico, van wie hij in 2007 is gescheiden. Sixx kreeg drie kinderen met Brandt en op 2 januari 2001 een dochter. In 2014 trad hij in het huwelijk met Courtney Bingham. 
Nadat Sixx van 2004 tot en met 2006 deel uitmaakte van de rockband Brides of Destruction, richtte hij in 2006 de rockband Sixx:A.M. op. Hij begon daarnaast een eigen platenlabel en kledinglijn. In 2007 kwam zijn boek The Heroin Diaries (A year in the life of a shattered rockstar) uit, waarin hij door middel van oude dagboekfragmenten openhartig vertelt over zijn heroïneverslaving tijdens de hoogtijdagen van Mötley Crüe. Samen met James Michael en DJ Ashba heeft hij onder de naam Sixx:A.M een soundtrack uitgebracht bij dit boek.